# Contea di Pershing
La contea di Pershing, in inglese Pershing County, è una contea dello Stato del Nevada, negli Stati Uniti. La popolazione al censimento del 2000 era di 6 736 abitanti. Il capoluogo di contea è Lovelock.
Ogni anno si svolge l'evento Burning Man nella città temporanea di Black Rock City nel deserto Black Rock.

## Geografia fisica
La contea si trova nella parte centro-settentrionale del Nevada. L'U.S. Census Bureau certifica che l'estensione della contea è di 15716 km², di cui 15636 km² composti da terra e i rimanenti 80 km² composti di acqua.

### Contee confinanti
- Contea di Washoe - ovest
- Contea di Humboldt - nord
- Contea di Lander - est
- Contea di Churchill - sud

## Storia
La contea fu creata nel 1919 da parti della contea di Humboldt ed è l'ultima contea del Nevada a essere stata creata. Deve il suo nome a John J. Pershing.

## Comuni

### Città
- Lovelock

### Census-designated place
- Grass Valley
- Imlay
- Unionville
- Humboldt River Ranch

### Altre comunità
- Mill City